# Fort Smith (Montana)
Fort Smith – jednostka osadnicza w Stanach Zjednoczonych, w stanie Montana, w hrabstwie Big Horn.